# 20 cm leichter Ladungswerfer
20 cm leichter Ladungswerfer (20 cm leLdgW - dosłownie "miotacz ładunku/naboju") – niemiecki moździerz trzonowy z okresu II wojny światowej, służący głównie do usuwania przeszkód terenowych lub umocnionych punktów oporu.  Używał trzech rodzajów amunicji: 21-kilogramowego ładunku burzącego Wurfgranate 40 o kalibrze 200 mm, pocisku dymnego Wurfgranate 40 Nb oraz specjalistycznego Harpunengeschoss - ciężkiego "harpuna" z długą liną używanego do robienia przejść w polu minowym lub usuwania zasieków.
Począwszy od 1942 broń była stopniowo wycofywana ze służby, ale na wyposażeniu jednostek armii pozostała do końca wojny.